# Algorytm McEliece’a
Algorytm McEliece'a – asymetryczny algorytm szyfrowania, opracowany w 1978 roku przez Roberta McEliece'a, który oparty jest na trudności dekodowania kodów liniowych. W przypadku tego algorytmu zastosowane zostały kody Goppy. Ze względu na kilka niedociągnięć, jak duża długość klucza (219 bitów), duża długość szyfrogramu, algorytm nie przyjął się.